# Медицинска школа Приштина
Медицинска школа Приштина је образовна установа која функционише у образовном систему Републике Србије као средња стручна школа. Седиште школе је у Лапљем Селу на Косову и Метохији, а измештено је из Приштине након рата на Косову и Метохији.

## Историја
Медицинска школа у Приштини основана је 1959. године, а оснивање школе означено је решењем СО Приштина број 11622 од 31. маја 1962. године.
Школа је 1979. године променила назив у Образовно-васпитни центар медицинских занимања „9. мај“ и уписана је у судски регистар у Окружном привредном суду у Приштини 15. маја 1979. године.
Након тога школа је 1991. године Одлуком народне скупштине Републике Србије, о броју, структури, просторном распореду средњих школа у Аутономној Покрајни Косово и Метохија променила назив у Медицинска школа „9. мај“.
Одлуком Владе Републике Србије о мрежи средњих школа у Републици Србији, 1993. године мења назив у Медицинска школа.
Након ратног сукоба на Косову и Метохији седиште школе се принудно измешта из Приштине. Своје уточиште школа је пронашла у српској енклави Грачаници. Од измештања у Грачаници септембра 1999. године школа ради под отежаним условима. Била је смештена је у згради ОШ “Краљ Милутин“ Грачаница где је била смештена и музичка школа „Стеван Мокрањац“, као и „Грађевинско саобраћајна школа“ и Предшколска установа „Ђурђевак“.
За свој рад Медицинска школа је користила простор матичне ОШ “Краљ Милутин“ и то, четири учионице, једну зборницу, библиотеку, три  канцеларије и фискултурну салу. Школа је опремила и три кабинета здравствене неге и кабинет информатике који је био смештен у контејнеру без грејања те се у зимском периоду настава одвијала у отежаним условима рада.
Постојала су и измештена одељења која су функционисала ван седишта школе у Грачаници, а то су:
- Делатност ван седишта у Доњој Гуштерици, где је школа изводила наставу у четири учионице ОШ „Кнез Лазар“ и користила зборницу и фискултурну салу.
- Делатност ван седишта у Косову Пољу није било могуће изводити због стварања мултиетничке основне школе, па је иста измештена у ОШ “Вук Караџић“ у Лепини где се настава изводила у четири учионице и једној зборници.

Измештено одељење у Племетини још увек постоји због потребе деце која живе у том месту и њеној околини, а којима Медицинска школа у Лапљем Село није у непосредној близини.
- Делатност ван седишта у Племетини у ОШ „Свети Сава“ још увек постоји. Школа ради у четири учионице, једном кабинету и једној зборници.

У мартовском погрому 17. марта 2004. године, одељења ван седишта Медицинске школе у Косову Пољу спаљена су, па су изгорели и уништени кабинет за информатику, библиотека и архива која се налазила у школи.
Након више од две деценије, од како је Медицинска школа протерана из Приштине, школа добија своју засебну и наменски изграђену зграду у средњошколском центру. Средствима Европске уније у Лапљем Селу јула месеца 2017. године почела је градња средњошколског центра. 14. фебруара 2022. године завршава се изградња и отвара се средњошколски центар. Од 13. марта 2022. године, школа је добила измештено седиште у Лапљем Селу где су смештена ранија одељења из Грачанице, Доње Гуштерице и Лепине заједно са управом школе. Измештено седиште у Племетини наставља са радом у просторијама ОШ „Свети Сава“.

## Образовни профил
Медицинска сестра - техничар
Када је школа основана, то су биле лекарске помоћнице, са трогодишњим образовањем, а нешто касније медицинске сестре и техничари, са четворогодишњим образовањем. На смеру Медицинска сестра - техничар стиче се широко образовање у овом подручју рада, па се по завршетку школовања ученицима омогућује да раде на скоро свим одељењима у области здравства и социјалне заштите. Ученици образовање стичу преко општих и стручних предмета. Ови други уско продиру у многе гране медицине. Изучавају се преко теоријске наставе и наставе вежби која се остварује у школским кабинетима и у здравственим установама. Општи предмети су широко заступљени, нарочито у прве две године образовања. Ученици стичу опште образовање што им омогућава упис на све факултете и више школе. Медицинска сестра - техничар има најближи непосредни контакт са пацијентом.
Физиотерапеутски техничар
Суштина овог занимања су основе рехабилитације и нега болесника. Учи се нега и рехабилитација оболелих, повређених и инвалидних лица (деце и одраслих) који су потпуно или делимично непокретни. Прве две године не разликују се суштински много од осталих смерова.
Ученици вежбају у школском кабинету негу болесника и савладавају основне радње везане за рехабилитацију.
Практична настава се изводи у Дому здравља Доња Гуштерица, Дому здравља Грачаница и и Дијагностичком центру у Грачаници. На свим овим местима ученици уче и увежбавају велики број општемедицинских и физикалних процедура: употребу светлосне енергије, топлотне енергије, хидротерапије, електротерапије, магнетотерапије, ултразвучне терапије, различитих масажа и вежби (кинезитерапије).
Фармацеутски техничар
Фармацеутски техничар прве две године стиче опште и стручно образовање кроз теорију и наставу вежби. У трећој и четвртој години наставу вежби, такође, у највећој мери, изводе у Апотеци Дома здравља у Грачаници, док наставу у блоку имају у школском кабинету.
У току свог школовања, ученици стичу неопходна знања из опште образовних и стручних предмета.
Теоријска знања из стручних предмета, на настави вежби, претачу у неопходне вештине руковања различитим фармацеутским и лабораторијским операцијама из области технологије, фармакогнозије, фармацеутске хемије, медицинске биохемије и санитарне хемије. На тај начин се оспособљавају за самостални рад.
Овај смер је специфичан и по томе што ученик нема директног контакта са пацијентом, већ се ради искључиво у лабораторији са биолошким материјалом или узорцима или различитим супстанцама.
Лабораторијски техничар
Занимање Лабораторијски техничар не захтева стални рад са пацијентом, осим код узимања материјала за анализу. Након тога, рад лабораторијског техничара је рад на анализи биолошког материјала узетог од пацијента у лабораторији.
Настава вежби у првој и другој години  изводи се у школским лабораторијама које највећим делом задовољавају потребе наставе. У трећој и четвртој години, настава вежби и настава у блоку, реализују се у лабораторијама Дома здравља. Тамо ученици овог смера могу да стечена теоретска знања из предмета хематологија са трансфузиологијом, микробиологија и паразитологија са епидемиологијом, медицинска биохемија и санитарна хемија преточе у практична знања и вештине.
Гинеколошко-акушерска сестра
Гинеколошко-акушерска сестра стиче знање о неговању и лечењу, како болесни, тако и здравих жена, трудница и породиља и новорођене деце.
Гинеколошко-акушерска сестра је обучена да прати трудноћу, раст и развој деце, да пружа савете родитељима у процесу заштите и очувања здравља деце.
У току школовања, поред стручног знања, стиче и знање за извођење многих хигијенско – техничких процедура.
Ученици се оспособљавају за рад на гинеколошким и акушерским одељењима и диспанзерима.
Стоматолошка сестра-техничар
Током школовања ученици овладавају вештинама асистирања у свим фазама стоматолошких интервенција.
Посао медицинске сестре-техничара започиње пријемом пацијента, а наставља се припремом  радног места за интервенцију и распремањем након извршене интервенције, дезинфекцијом и стерилизацијом инструмената, припремом материјала, одржавањем апарата и вођењем медицинске документације.
Значајну активност медицинска сестра-техничар има на пољу здравственог просвећења кроз здравствено-васпитни рад у циљу превенције стоматолошких обољења, нарочито код ризичних група: деце школског и предшколског узраста и трудница.
Циљеви и задаци кроз школовање за овај образовни профил односи се на оспособљавање ученика да самостално и у тиму спроводе све интервенције из области за коју се школују.